# جيمس ويليام ريد
جيمس ويليام ريد هو سياسي كندي، ولد في 30 مايو 1859، وتوفي في 1933. حزبياً، نشط في الحزب الليبرالي في نوفا سكوشا ‏.